# Contact – Signale aus dem Weltall
Contact – Signale aus dem Weltall ist ein kooperatives Spiel von Steffen Benndorf, das im Frühjahr 2020 bei der Nürnberger-Spielkarten-Verlag GmbH erschienen ist.

## Spielweise
Durch Handzeichen gibt ein Spieler (die Quelle) den anderen Spielern (der Crew) Hinweise, zu welchem der ausliegenden Planeten sie mit dem Raumschiff fliegen sollen. Da dies die einzige erlaubte Kommunikationsmöglichkeit ist, geht es darum, ein gemeinsames Verständnis für Geschwindigkeit, Wegstrecke und Zeit zu entwickeln.

### Spielablauf
Die Planetenplätchen A – R sowie die Erde werden mit der dunklen Seite nach oben auf dem Tisch verteilt und gemischt. Dann werden sie so ausgerichtet, dass sie sich nicht berühren und etwa innerhalb einer Fläche von ca. 2 Schachtelbreiten ausliegen. In die Mitte wird die Erde platziert. Die 18 Planetenkarten werden verdeckt gemischt und bereitgelegt, ebenso die 12 Signalkarten. Die Gruppe startet mit 6 Fässern Treibstoff.
Ein Spieler übernimmt als Erster die Rolle der Quelle, die restlichen Spieler bilden die Crew. Die Quelle weiß als einzige Person, zu welchem Planeten die Crew mit dem Raumschiff fliegen soll. Sie denkt sich im Kopf eine möglichst einfache Flugroute vom Startpunkt (aktueller Standpunkt der Rakete) zum Zielplaneten aus. Diese Route kann aus einem oder mehreren Zwischenlandungen auf ausliegenden Planeten bestehen, wobei die Rakete jeden Planeten in gerade Linie vom letzten Stopp aus erreichen können muss. Planeten, die sich auf der Route befinden, blockieren den Weg und müssen angeflogen oder umflogen werden.
Kennt die Quelle den Weg, den sie fliegen möchte, beginnt sie mit der Übertragung der Informationen. Sie legt ihre Hand flach auf den Tisch und hebt die Finger hoch, als Zeichen für den Flug. Schlägt sie mit den Finger leicht auf den Tisch, bedeutet das, dass sie eine (Zwischen-)Landung durchführt. Falls der Weg noch weitergeht, hebt sie wieder die Finger und senkt die Hand zur Landung. Das wiederholt sie so häufig, bis die Strecke zum Zielplaneten dargestellt wurde. Durch das Heben der Finger zeigt die Quelle einen Flug und die Flugdauer an, die sie in ihrem Kopf vorbereitet hat.
Die Crew hat nun die Aufgabe herauszufinden, welcher der Zielplanet ist, in dem sie die Dauer der Flugintervalle der Crew auf die ausliegenden Planetenplättchen überträgt.
Ein kurzes Heben der Finger durch die Quelle bedeutet, dass es sich um einen relativ kurzen Flugweg handelt.
Ein langes Heben der Finger durch die Quelle bedeutet, dass es sich um einen relativ langen Flugweg handelt.
Die Quelle fliegt also gedanklich von Planet zu Planet und zeigt die Flugwege durch das Heben der Finger an. Jeder Planet darf dabei nur einmal angeflogen werden.
Es darf weder gesprochen werden, noch dürfen Hinweise auf andere Art kommuniziert werden – das gilt sowohl für die Quelle, als auch für die Crew.
Nach der Übertragung hat die Crew die Aufgabe, den Zielplaneten zu benennen. Sie dürfen die Quelle bis zu 2 weitere Male bitten, die Strecke erneut zu zeigen. Dabei dürfen dann auch andere Flugrouten gewählt werden, die zum Zielplaneten führen. Der Spieler, der links neben der Quelle sitzt, macht den ersten Rateversuch. Er darf sich mit niemandem über seine Vermutung austauschen, sondern lediglich mit seinem Finger auf den Planeten zeigen, den er als Zielplaneten ausgemacht hat. Liegt er falsch, verliert die Gruppe ein Treibstofffass und der nächste Spieler im Uhrzeigersinn darf erneut raten.
Wurde der Zielplanet gefunden, wird die Rakete auf selbigen platziert und die Planetenkarte wird in die Schachtel gelegt. Der linke Nachbar der Quelle wird die neue Quelle und eine weitere Runde beginnt.
Sobald der Treibstoff aufgebraucht ist, endet das Spiel und die Gruppe hat verloren.
Schafft es die Gruppe, 12 Planeten zu finden, gewinnt sie das Spiel.
Helferkarten erlauben besondere Aktionen im Spiel, wenn sie eingesetzt werden.
50:50 Chance: Der Ratende darf 2 Tipps abgeben.
Ziel tauschen: Die Quelle darf die aktuelle Planetenkarte ablegen und die oberste vom Stapel ziehen.
Ersten Zwischenstopp zeigen: Die Quelle stellt die Rakete auf den ersten Zwischenstopp der Route.
Lagebesprechung: Der Ratende darf sich mit seinen Crewmitgliedern beraten.

## Ausgaben
Das Spiel Contact wurde von Steffen Benndorf entwickelt und im Januar 2020 als Neuerscheinung zur Nürnberger Spielwarenmesse bei der Nürnberger-Spielkarten-Verlag GmbH (NSV) auf Deutsch sowie parallel bei White Goblin Games auf Niederländisch veröffentlicht. Die Illustrationen stammen von dem Illustrator Christian Opperer.

## Belege
1. ↑  Spieleanleitung Contact, Nürnberger-Spielkarten-Verlag GmbH 2020
2. ↑  Contact, Versionen bei BoardGameGeek. Abgerufen am 10. Februar 2020.